# Перахан і тунбан
Пірахан тунбан (Перська/пушту پیراهن و تنبان, pērāhan wa tunbān), також відомий як Перан о Тунбан, — це традиційний одяг, який носять чоловіки в Афганістані та в деяких регіонах Пакистану.

## Дизайн

### Традиційний

#### Пірахан і Тунбан
Пірахан (верхній одяг) — це широкий і вільний одяг, рукави якого також вільно звисають з рук. Традиційний пірахан варіюється залежно від регіону Афганістану: в одних він закінчується на рівні колін, в інших — між литками та стопами (у такому разі додаються невеликі розрізи). Традиційний пірахан застібається на ґудзики на плечах, не має коміра і створений для вільного крою. Крім того, традиційний пірахан широкий, але прилягає до тіла до талії, а нижче — вільний і розширюється до колін (таким чином розкльошується).
Тунбан (нижній одяг) також носиться вільно і звисає. У деяких версіях тунбану широкі складки зібрані внизу, нижче колін до щиколоток, а верхня частина звисає петлями. Для тунбану використовується багато тканини, щоб він збирався навколо талії та створював складки навколо ніг.
Дизайн одягу в Афганістані унікальний завдяки вишивці на грудях або вздовж коміра, а також навколо ґудзиків з обох боків коміра, що додає одягу особливого вигляду. Зазвичай одяг виготовляється з бавовни та поліестеру, але для зими може використовуватися вовняна тканина. Довжина одягу сягає колін, а нижня частина може бути круглою або квадратною за дизайном.

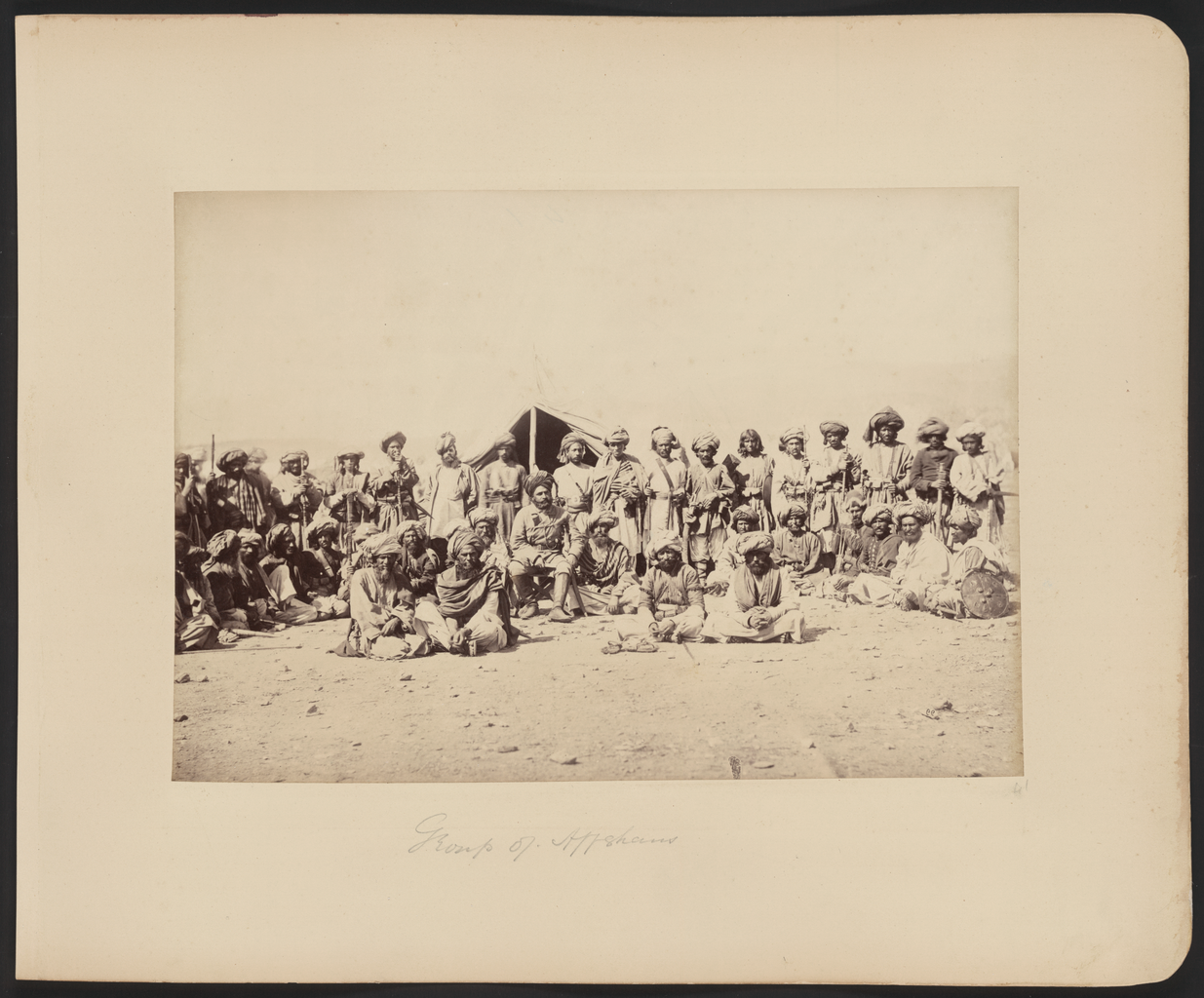
Група афганців у традиційному Пірахан тунбан
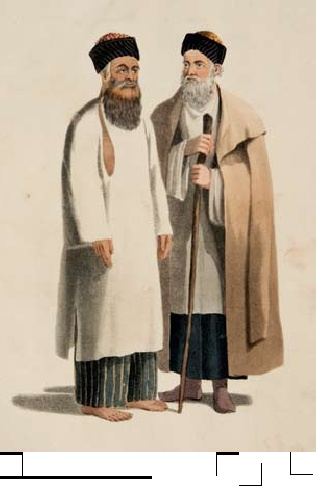
Чоловіки в традиційному Пірахані, який носили в Південному Афганістані (1842)
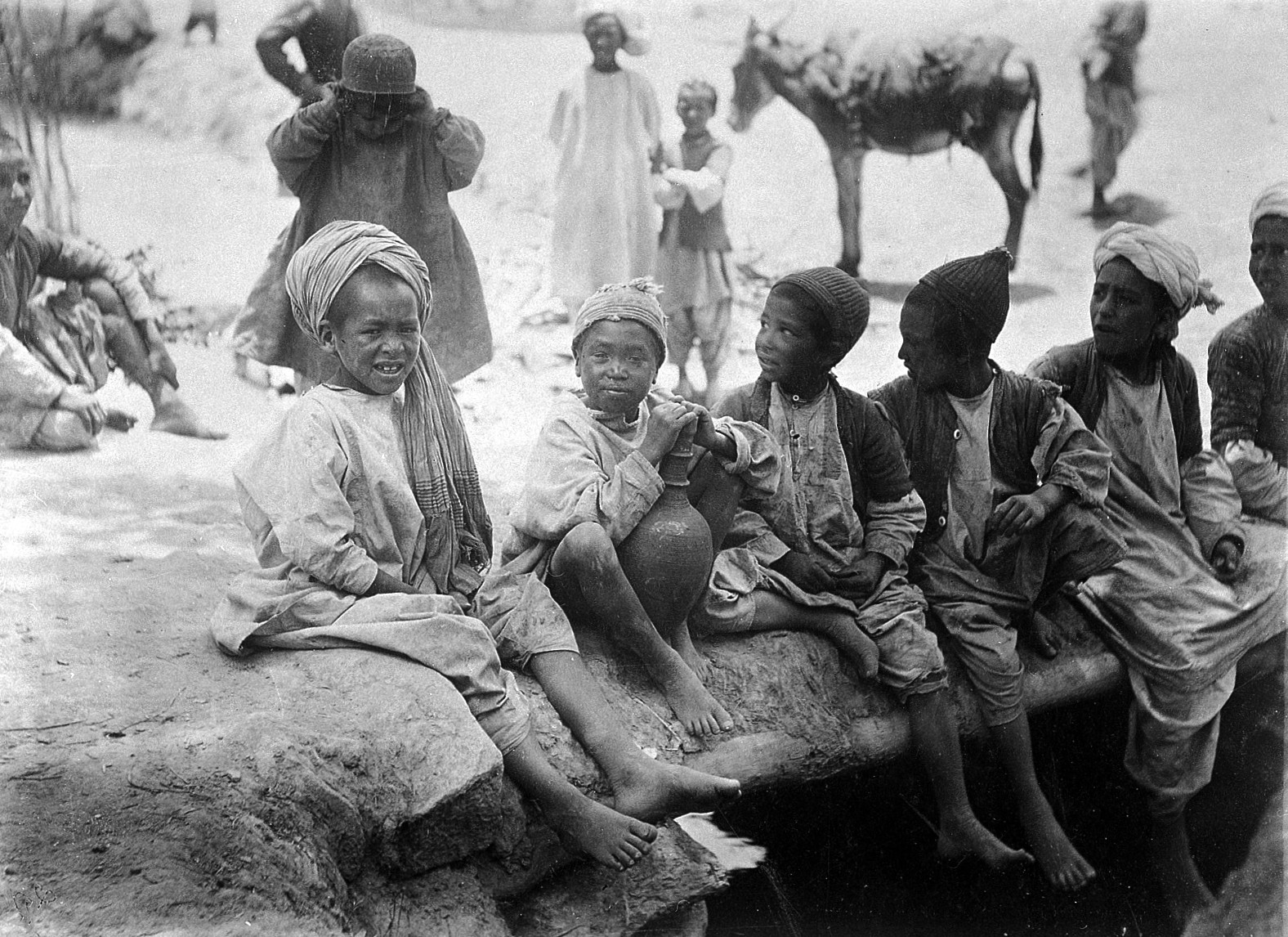
'Група дітей, що сидять у ряд'
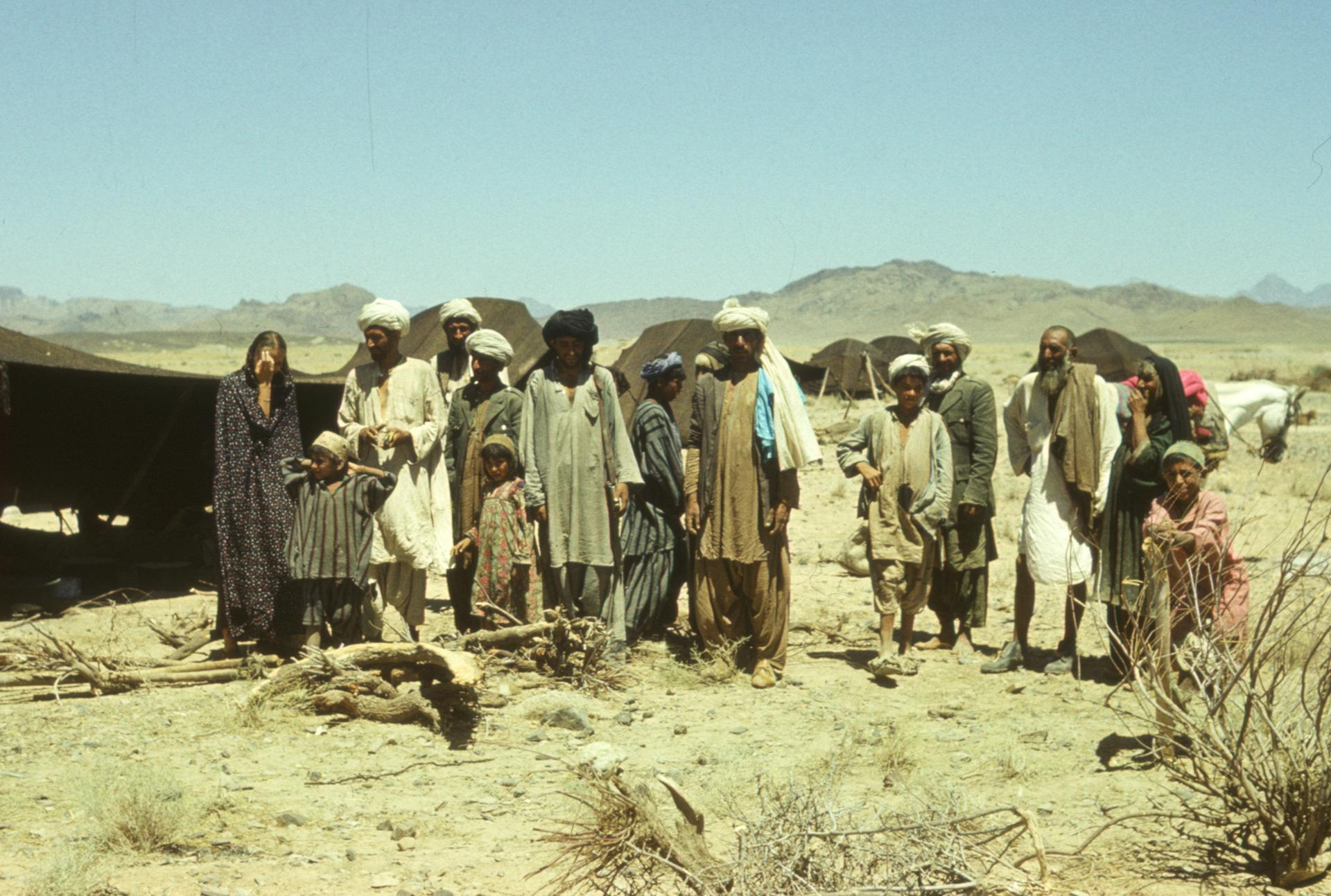
Чоловіки та хлопчики в пірахан тунбан
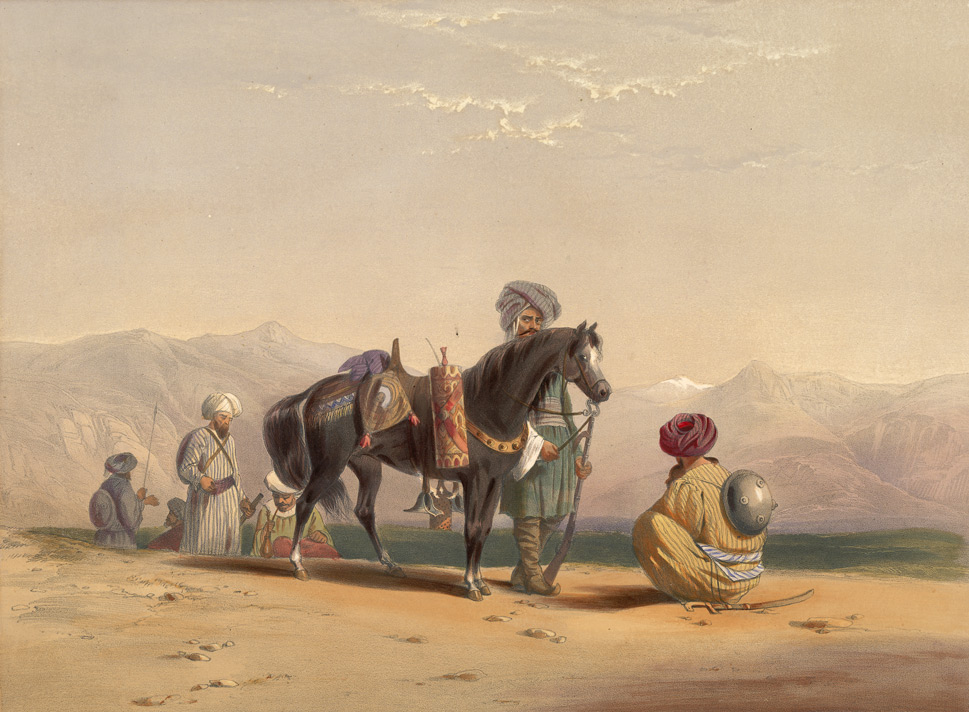
Афганська кавалерія в 1839–42 роках

### Сучасна версія
Сучасний Пірахан тунбан зберігає деякі вільні риси традиційного Пірахан тунбан, але нагадує прямий крій шалвар каміз. У деяких стилях ґудзики розташовані спереду.
Сучасний Пірахан має бічні розрізи. Однак, на відміну від прямого крою каміз, боки пірахану вирізані у вигляді арки. Тунбан може бути шириною до одного ярда.

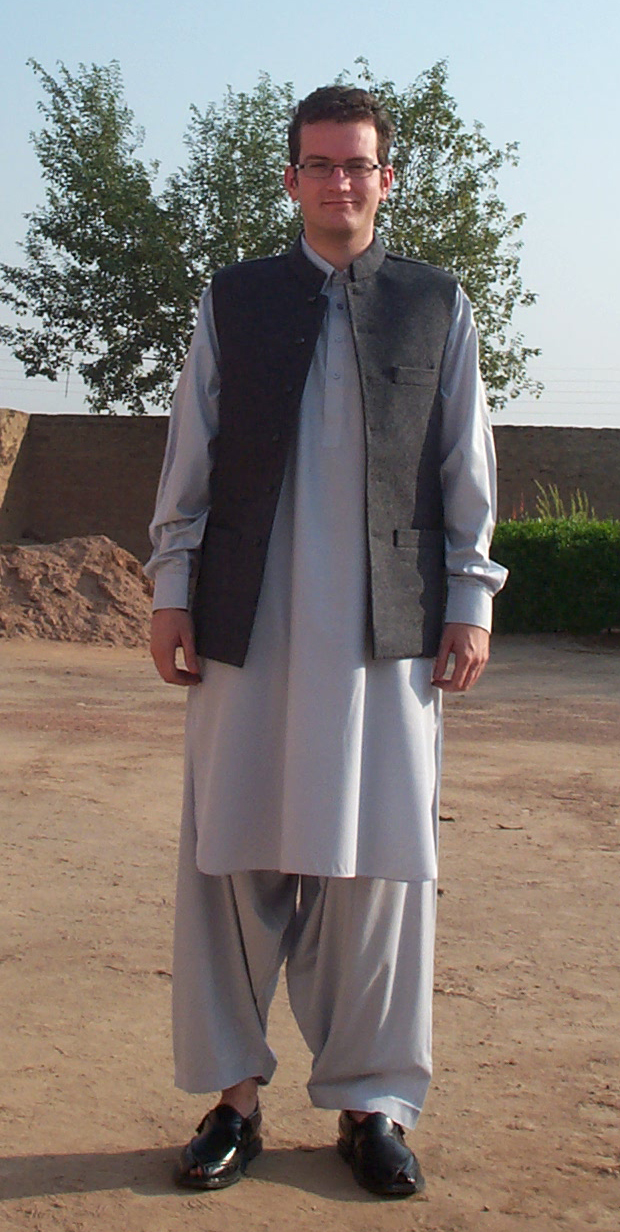
Одяг, який носять більшість пуштунських чоловіків в Афганістані та більшість чоловіків у Пакистані
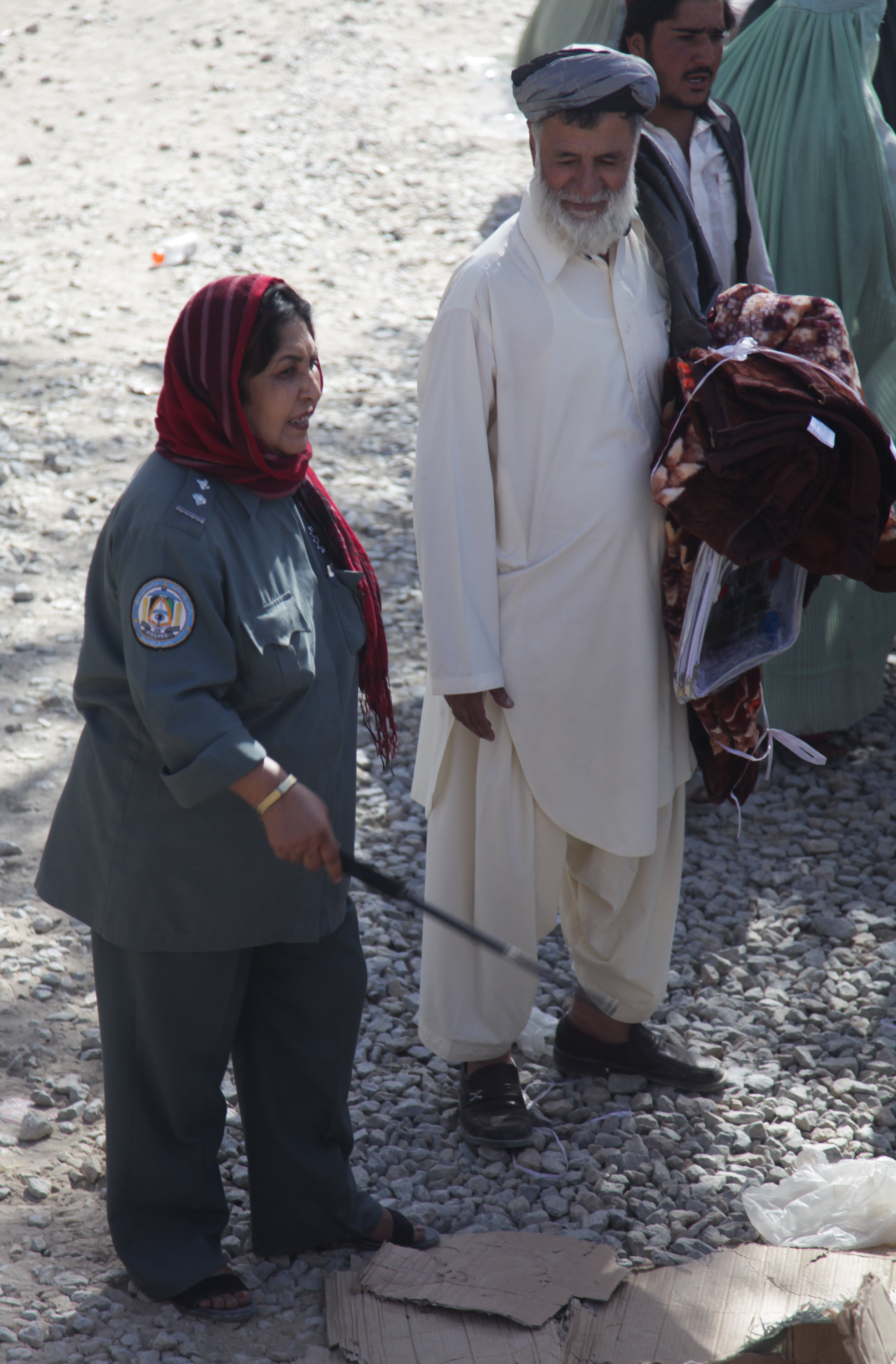
Чоловік в афганському одязі: Пірахан тунбан
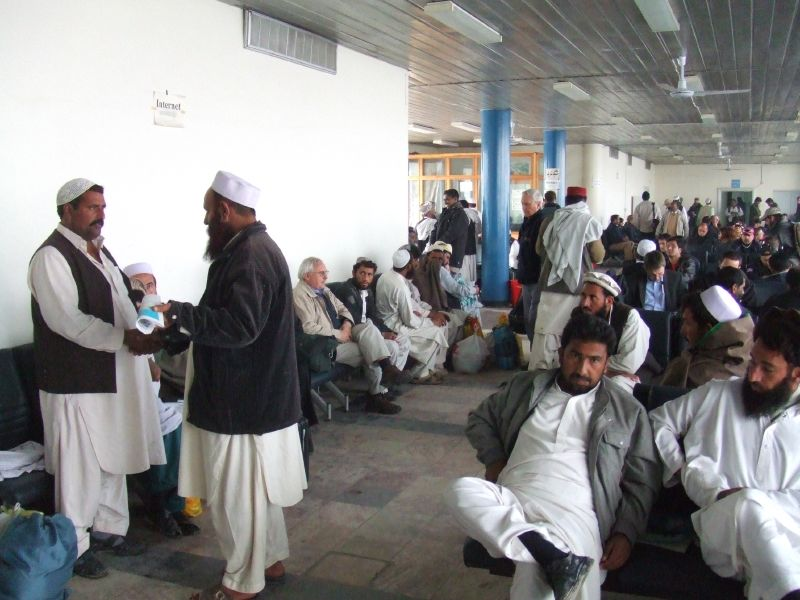
Чоловіки в Пірахан тунбан, різновид шалвар каміз, в аеропорту Кабульський аеропорт в Афганістані
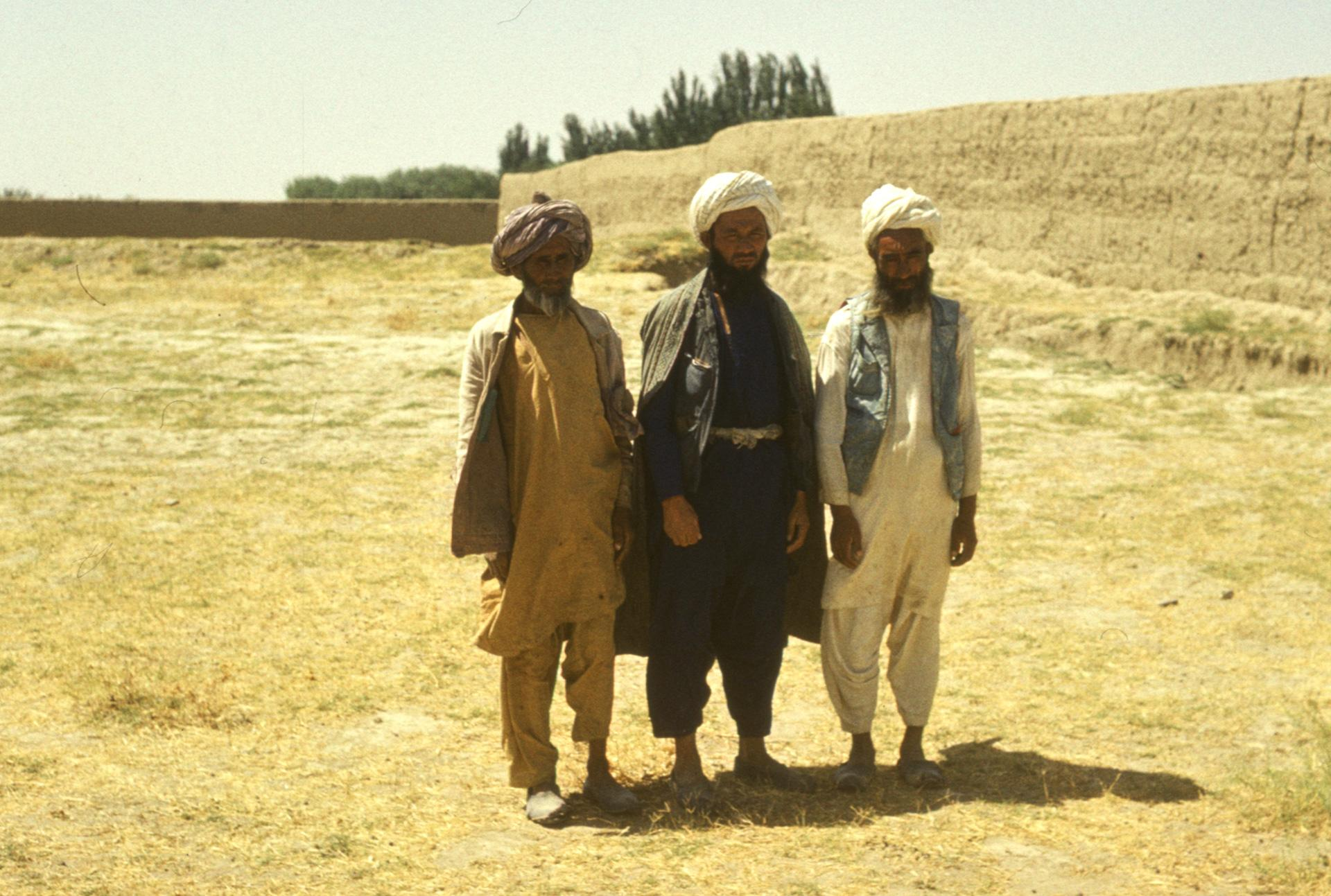
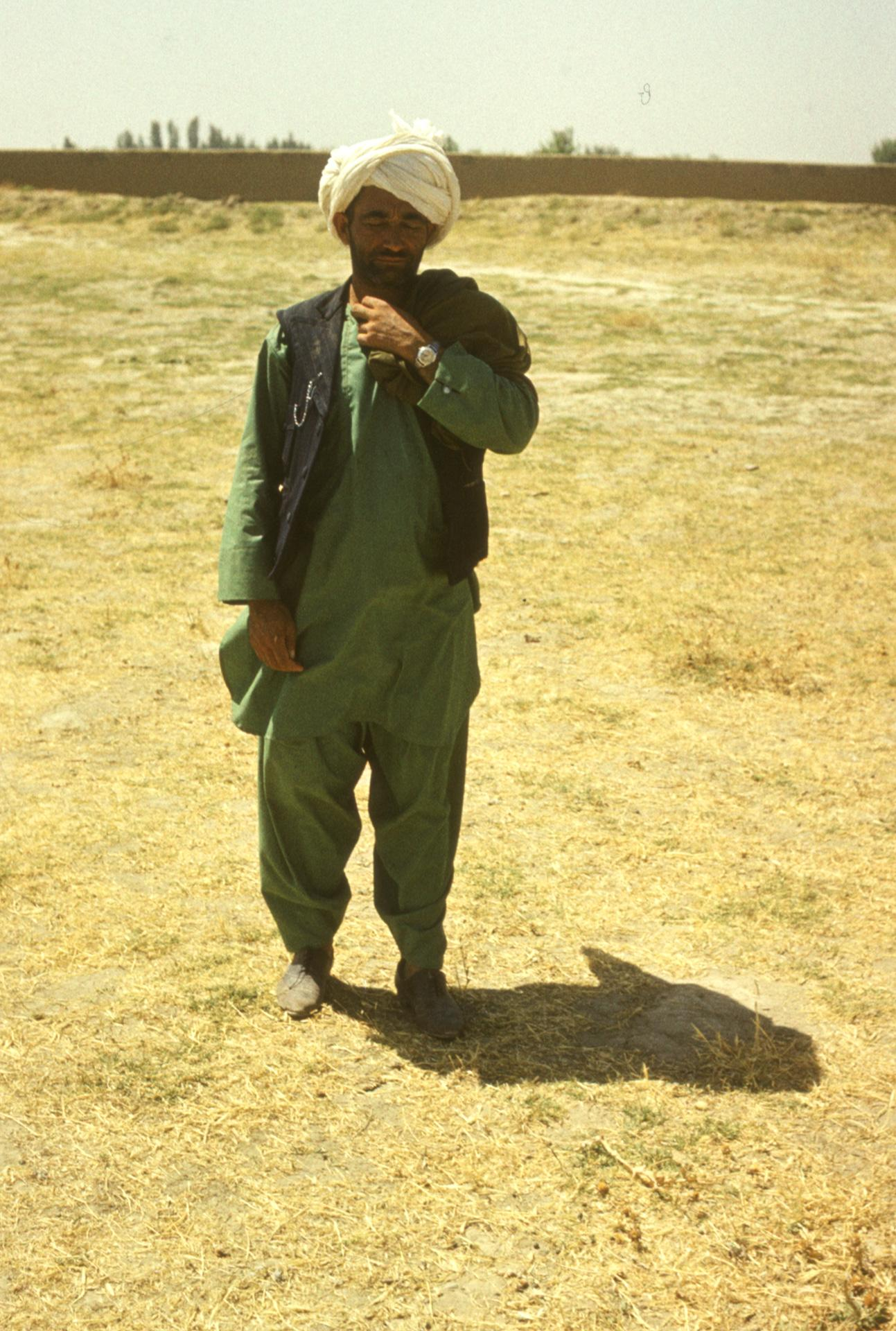
Пуштун - Кайсар - 001621s

### Кандагарський стиль
Популярний вишитий пірахан тунбан для чоловіків — це стиль, який носять у Кандагарі. Пірахан вишивається в традиційному дизайні, а тунбан залишається без вишивки. Цей стиль вважається найстильнішим для сучасної моди. Чоловічий пірахан прикрашений тонкою вишивкою з різноманітними геометричними візерунками.

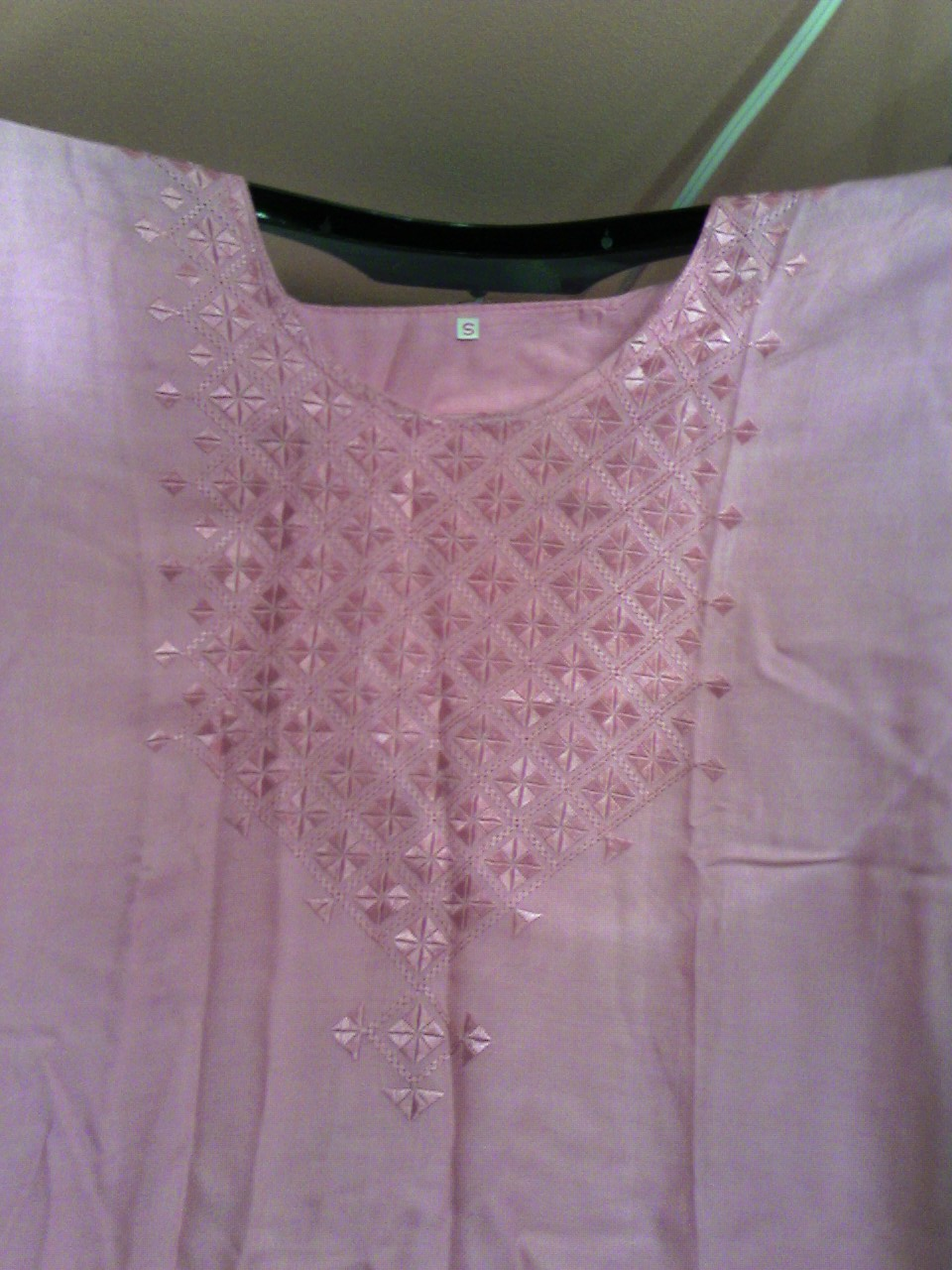
Кандагарська вишивка

### Гератський стиль
Інший популярний стиль вишивки — Гератський стиль, часто відомий як Гератська вишивка Яхан Дозі.